# Julie Bataille
Pour les articles homonymes, voir Bataille (homonymie).
Pour l'animatrice, chanteuse et imitatrice française Julie Bataille, voir Julie Bataille (animatrice).
 (août 2019).
Si vous disposez d'ouvrages ou d'articles de référence ou si vous connaissez des sites web de qualité traitant du thème abordé ici, merci de compléter l'article en donnant les références utiles à sa vérifiabilité et en les liant à la section « Notes et références ».
Julie Bataille est une actrice française née le 18 octobre 1975.

## Biographie
Julie Bataille fait ses débuts au cinéma à l'âge de 13 ans, aux côtés de Béatrice Dalle dans Chimère de Claire Devers, présenté au festival de Cannes. Elle sera alors prise en main par Dominique Besnehard.
Elle retrouve l'actrice Béatrice Dalle, quelques années plus tard, dans Clubbed to Death (Lola) (1997). Entre-temps en 1990, Diane Kurys lui offre un premier rôle dans La Baule-les-Pins, aux côtés de Nathalie Baye et Richard Berry.
Après quelques apparitions dans des séries télévisées (Julie Lescaut, Une femme d'honneur, Nestor Burma, Méditerranée), l'actrice marque les esprits dans le rôle de Pamela Rose dans Mais qui a tué Pamela Rose ?, film désormais culte d'Éric Lartigau. C'est à la télévision que Julie Bataille s'impose pendant 16 épisodes de Sauveur Giordano de 2001 à 2007, aux côtés de Pierre Arditi avec qui elle forme un duo de choc père/fille. Elle se fait rare sur grand écran, malgré un rôle fougueux aux côtés de Steve Buscemi dans le segment "Tuileries" de Paris, je t'aime (2006), des frères Coen, présenté en ouverture du Festival de Cannes dans la catégorie Un certain regard.
L'actrice revient en 2013 devant la caméra de Claire Denis dans le film noir Les Salauds, face à Vincent Lindon et Chiara Mastroianni.

## Filmographie
Sauf indication contraire, les informations mentionnées dans cette section peuvent être confirmées par la base de données cinématographiques IMDb,  présente dans la section « Liens externes ».

### Cinéma
- 1989 : Chimère de Claire Devers : Mimi
- 1989 : La Baule-les-Pins de Diane Kurys : Frédérique Korski
- 1996 : Clubbed to Death (Lola) de Yolande Zauberman : Johanna
- 2001 : Xi huan nin de Chuen-Yee Cha
- 2003 : Mais qui a tué Pamela Rose ? d'Éric Lartigau : Pamela Rose
- 2006 : Paris, je t'aime (segment Tuileries) de Joel et Ethan Coen : Julie
- 2006 : Coup de poker, court métrage de Pascal Jaubert
- 2013 : Les Salauds de Claire Denis : Sandra
- 2015 : Star Dust, court métrage d'Arnaud Le Roch : la mère de Vincent

### Télévision
- 1994 : Julie Lescaut épisode Tableau noir réalisé par Josée Dayan : Valérie
- 1999 : Les coquelicots sont revenus de Richard Bohringer : Karine
- 1999 : Un homme en colère, épisode Meurtre pour deux réalisé par Dominique Tabuteau : Carole
- 2000 : Une femme d'honneur de David Delrieux, épisode : Son et lumière : Amélie
- 2001 : La Baie de l'archange de David Delrieux : Valérie
- 2001 : Nestor Burma, épisode Atout cœur réalisé par David Delrieux : Nathalie Beaulieu
- 2001 : Méditerranée, mini-série réalisée par Henri Helman : Sylvie
- 2001 - 2008 : Sauveur Giordano, série créée par Christine Miller : Julie Giordano
- 2002 : Louis la Brocante, épisode Louis et l'académie des quatre jeudis réalisé par Philippe Roussel : Chloé
- 2002 : Un week-end pour le dire de Jean-Pierre Vergne : Julie
- 2003 : À cran d'Alain Tasma : Nadia
- 2003 : Un été de canicule mini-série réalisée par Sébastien Grall : Lily
- 2004 : À cran, deux ans après d'Alain Tasma : Nadia
- 2006 : Du goût et des couleurs de Michaëla Watteaux : Isabelle Lecoeur
- 2006 : Laura, mini-série réalisée par Jean-Teddy Filippe : Agnès
- 2006 : Marion Jourdan, épisode : Tueur de flics réalisé par Jean-Marc Seban : Julie Bastide
- 2008 : Duval et Moretti, épisode Une odeur de poudre réalisé par Denis Amar : Sophie Monnier
- 2010 : Enquêtes réservées, épisode La mort en tapis roulant réalisé par Bruno Garcia : Fabienne Cazeneuve
- 2011 : Le Jour où tout a basculé, épisode Mon amant a une double personnalité réalisé par Sören Prévost : Julie